# Фісташка справжня
Фісташка справжня, Фісташкове дерево (лат. Pistacia vera) — багатостовбурне дерево, часто кущ, вид роду фісташка (Pistacia) родини сумахові (Anacardiaceae).
Справжня фісташка — була широко відома і цінувалася ще зі стародавніх часів. Рослина — джерело цінних плодів, дубильних продуктів, смоли, деревини.

## Поширення та екологія
У природних умовах зустрічається на схилах гір Середньої Азії (Киргизстан, Таджикистан, Туркменістан, Узбекистан), на північному сході Ірану, в Сирії та на півночі Афганістану. У подібних кліматичних умовах розводиться та успішно культивується у багатьох районах світу.
Зростає на дрібноземлистих, кам'янистих і скелястих схилах в передгір'ях та низькогір'ях (висоти від 700—800 до 1500—1700 м над рівнем моря), переважно у поясі ефемероїдних луків, іноді зустрічається на південних схилах у поясі деревно-чагарникової рослинності. Може утворювати ділянки самостійної фісташкової формації.

## Ботанічний опис
Багатостовбурне дерево або кущ заввишки 5—7 (до 10) м, найчастіше з густою напівкулеподібною кроною. Стовбур вигнутий, зазвичай схилений та ребристий. Кора на старих гілках світло-сіра, білувата; на однорічних — сіро- і червонясто-коричнева.
 Коріння йде на 10—12 м в глибину, простягається на 20—25 м вшир.
Листя непарно-перисті, зазвичай трійчасті, з трьома, рідше з одним, п'ятьма або сімома листочками. Листочки майже сидячі, шкірясті, щільні, гладкі, світло-зелені, зверху голі, блискучі, знизу матові, тонко опушені або майже голі, широко еліптичні або округлояйцеподібні, рідше широколанцетні, завдовжки 5—11 (до 20) см, завширшки 5—6 (до 12) см. Черешок тонко опушений або майже голий, некрилатий.
Тичинкові  квіти в густих, складних, доволі широких мітелках, завдовжки 4—6 см; оцвітина з 3—5 довгастих, плівчастих, нерівних листочків завдовжки 2—2,5 ; мм;  тичинок 5—6, майже сидячих, з пиляками завдовжки 2—3 мм.  Маточкові квітки у більш рідкісних і вузьких мітелках, приблизно такої ж довжини, як і тичинкові; оцвітина з 3—5 (до 9) листочків, довгастих, нерівних, трохи ширших, ніж у тичинкових квіток, листочків завдовжки 2—4 мм.
Плоди — кістянка, великі (зазвичай у декілька разів більші, ніж в інших видів цього роду), від майже лінійно-ланцетних, вузько- або широкояйцеподібних до майже округлих, завдовжки 0,8—1,5 см, завширшки 0,6—0,8 см, у поперечному перерізі майже круглі або неправильно овальні. Перикарп легко відокремлюється (при дозріванні), кремовий, жовто-кремовий, рожевий, червонуватий, темно-червоний або темно-фіолетовий; кісточка майже завжди з косою основою, з одного боку зазвичай тупа. Ядра насіння зеленуваті, їстівні, маслянисті.
Цвіте в березні-травні. Плодоносить у липні-вересні.

## Хімічний склад
Сім'ядолі горіха багаті на жирні олії (до 65 %), білки і вуглеводи. В склад листя входять дубильні речовини (до 20 %), при утворенні галів (наростів, викликаних тлею) їх кількість збільшується до 30—45 %. З пагонів фісташки при підсичці виділиться смола, з якої отримують ефірну олію, яка включає пінен. В листях близько 0,01 % ефірної олії.
Жирна олія фісташки відноситься до категорії невисихаючих високоякісних олій.

## Значення і застосування
Сім'ядолі плодів фісташки мають приємний горіховий смак, вони ароматні та використовуються в їжу як ласощі у свіжому, засоленому і підсмаженому вигляді, а також для кондитерських виробів. Фісташкова олія приємна на смак, йде в їжу, але швидко гіркне. Олія застосовується у кондитерській промисловості, ковбасному виробництві, парфумерії та медицині.
Рослину вважали сильним засобом проти отрут тварин. Насіння фісташки володіють хорошою загальнозміцнюючою дією, їх рекомендують використовувати після важких захворювань, при значному фізичному і розумовому навантаженні.
У народній медицині насіння застосовували як болезаспокійливе при  печінкових і шлункових коліках, при анемії, як протиблювотний, протикашльовий та протитуберкульозний засіб, як засіб, що поліпшує діяльність серця і сприяє виробленню сперми. Галли запропоновані для використання як в'яжучий засіб.
Смола, отримана підсічкою дерев, а також жирна олія використовуються в лакофарбовій промисловості.
Дубильні речовини добувають з листових галлів (бузгунч), горішковидних і крайових (викликаються двома різними видами попелиць), застосовуються для дублення і фарбування шкіри, фарбування шовку і вовни.

## Класифікація

### Таксономія
Вид Фісташка справжня входить до роду фісташка (Pistacia) родини сумахові (Anacardiaceae) порядку Сапиндоцветные (Sapindales).
|                                                                       |  |  |
| Зліва направо. Горіхи. Очищені горіхи (ядра). Кантучіні з фісташками. |  |  |